# 克羅斯山
84°37′S 63°38′W / 84.617°S 63.633°W
克羅斯山（英語：Mount Cross）是南極洲的山峰，位於伊莉莎白女王地，屬於帕圖克森特山脈中安德森山脈的一部分，處於金格嶺東北面5公里，海拔高度1,005米，美國地質調查局根據測量和該國海軍的空中照片繪入地圖，現時由南極條約體系管理。